# Хо Геим, Магдалина
Хо Геим Магдалена или Магдалена Хо (кор. 허계임 막달레나, 1773 г., Сеул, Корея — 29 сентября 1839 года, Сеул, Корея) — святой Римско-Католической Церкви, мученица.

## Биография
Родилась в 1773 году в корейской католической семье. Проживала в городе Пончон. Была замужем за некатоликом. Несмотря на протест своего мужа, крестила всех своих детей. Во время гонений на христиан была арестована за свою веру. В тюрьме подвергалась пыткам, но не отказалась от своей веры. Была казнена 29 сентября 1839 года в Сеуле около городских Западных ворот вместе с Агатой Чон, Себастьяном Намом, Юлией Ким, Карлом Чо, Игнатием Кимом, Магдаленой Пак, Перпетуей Хон и Колумбой Ким.
Её дочери были казнены позже: Магдалена Ли была казнена 20 июля 1839 года и Барбара Ли — 3 сентября 1839 года.

## Прославление
Была беатифицирована 5 июля 1925 года Римским Папой Пием XI и канонизирована 6 мая 1984 года Римским Папой Иоанном Павлом II вместе с группой 103 корейских мучеников.
День памяти в Католической Церкви — 20 сентября.